# Ecteniniidae
Ecteniniidae é uma família de sinapsídeos do clado Probainognathia do Triássico Superior da América do Sul.
- Diegocanis Martínez, Fernández & Alcober, 2013 - Argentina
- Ecteninion Martínez, May & Forster, 1996 - Argentina
- Trucidocynodon Oliveira, Soares & Schultz, 2010 - Brasil